# Festival Internacional de Cinema de Sant Sebastià 1964
La 12a edició del Festival Internacional de Cinema de Sant Sebastià va tenir lloc entre el 5 i el 14 de juny de 1964. En aquesta edició va rebre la categoria A de la FIAPF, és a dir, com a festival competitiu no especialitzat, que havia perdut l'any anterior. Va gaudir de la presència d'Audrey Hepburn amb el seu marit Mel Ferrer a recollir el premi concedit cinc anys abans per Història d'una monja.

## Desenvolupament
A la inauguració, feta al Teatre del Gran Casino, hi van acudir l'alcalde de Sant Sebastià José Manuel Elósegui Lizariturry, el governador civil Manuel Valencia Remón, el cap del Sindicat Nacional de l'Espectacle Carlos Fernández Cuenca, i els actors Marianne Koch, Ángel del Pozo i Juanjo Menéndez. El dia 6 fou projectada la pel·lícula francesa Judex. El dia 7 foren projectades Tiburoneros de Luis Alcoriza, Les aventures de Salavin de Pierre Granier-Deferre i Das Haus in Montevideo de Helmut Kautneri el festival fou visitat per Cantinflas. El dia 9 foren projectades Woman of Straw i La boda i el dia 10 La nit de la iguana i La corruzione, alhora que visitaven el festival les seves protagonistes Rosanna Schiaffino i Deborah Kerr. El dia 11 es van projectar Amèrica, Amèrica d'Elia Kazan, a qui se li va dedicar la retrospectiva d'aquesta edició.Ich dzień powszedni d'Aleksander Scibor-Rylski i La peau douce de François Truffaut, en la secció informativa. Després l'alcalde de Sant Sebastià va organitzar un esmorzar per la premsa. El dia 12 es van exhibir les pel·lícules txecoslovaques Spatne namalovaná slepice i Limonádový Joe aneb Konská opera, així com la britànica Seance on a Wet Afternoon, considerada "pesada" per alguns crítics de cinema. El dia 13 es van projectar Il maestro di Vigevano, Dva voskressénia, que va decebre el públic, Kizudarake no sanga i La tía Tula. El dia 14 es van entregar els premis.

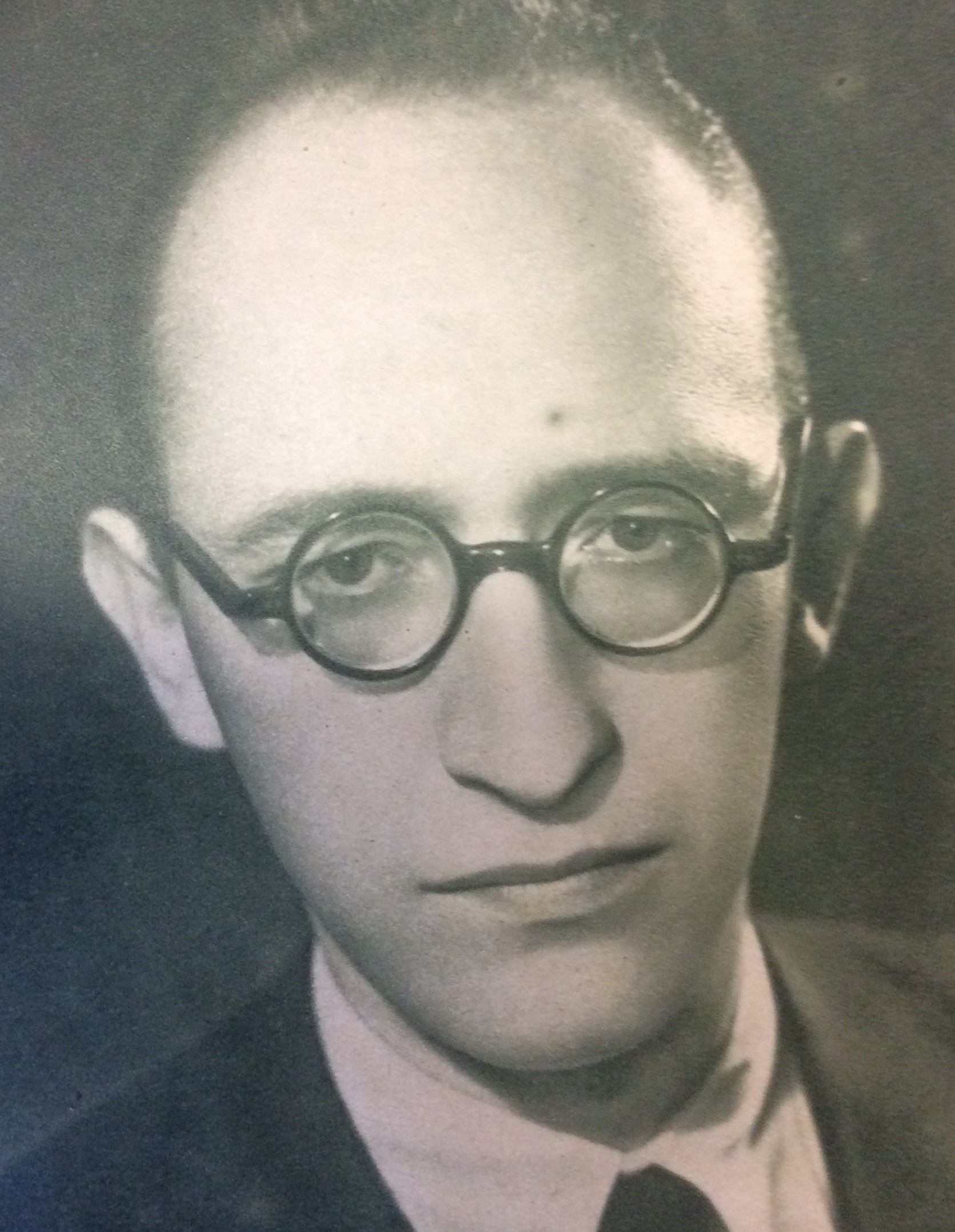
Manuel Villegas López

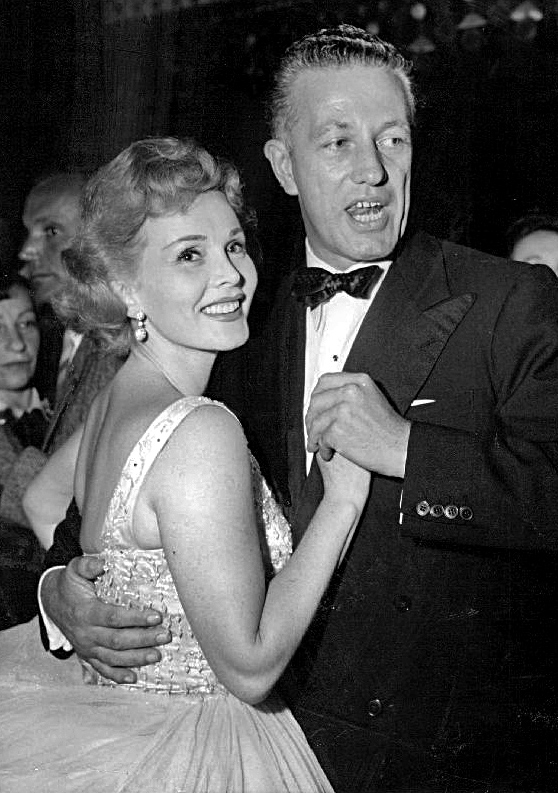
Nicholas Ray

## Jurat oficial

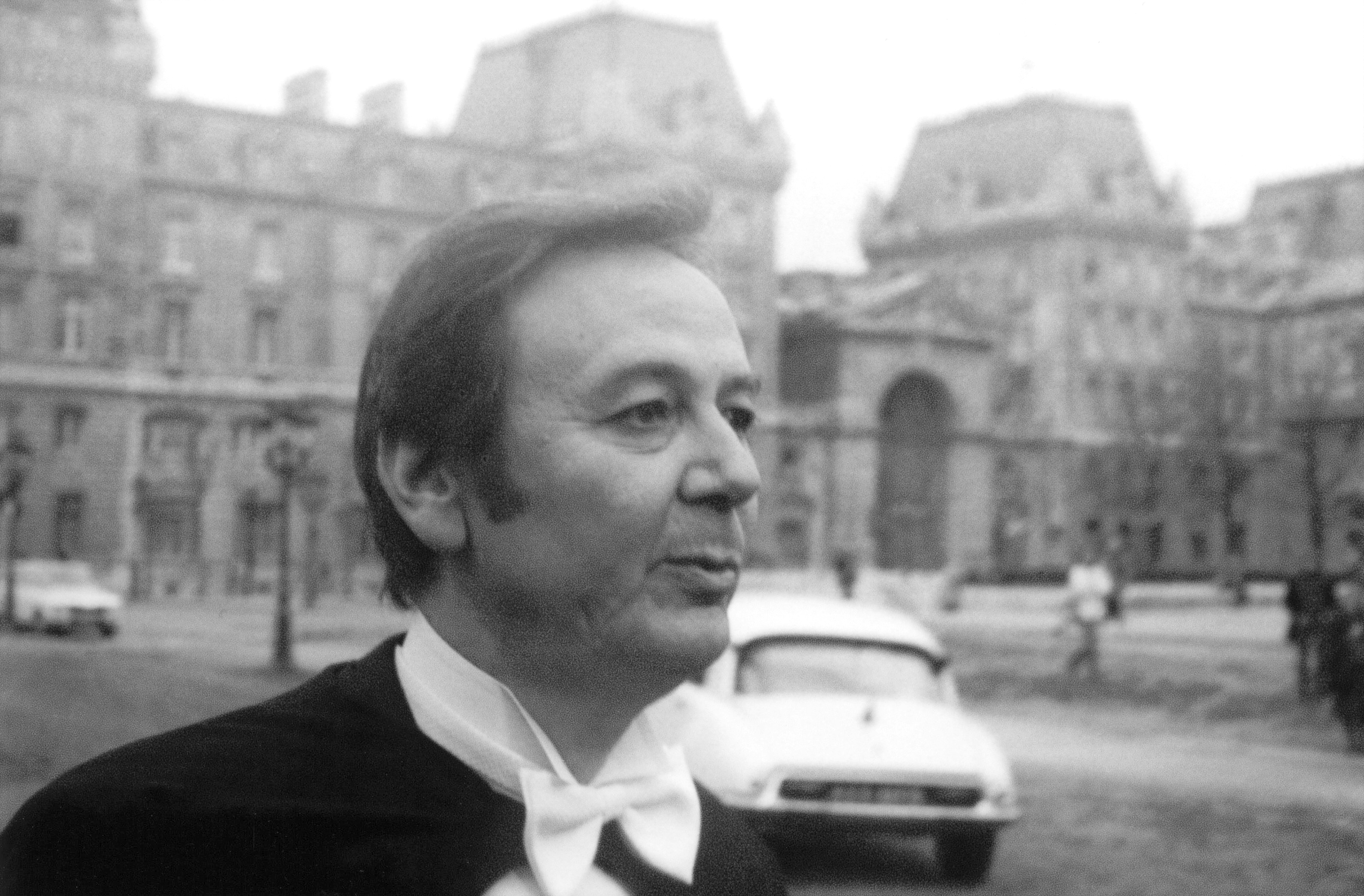
Maurice Biraud

- Charles Delac
- Luis Gómez Mesa
- Antonín Martin Brousil
- Mario Moreno "Cantinflas"
- Nicholas Ray
- Manuel Summers
- Manuel Villegas López

## Selecció oficial
Les pel·lícules de la selecció oficial de 1964 foren:
- Amèrica, Amèrica d'Elia Kazan
- Becket de Peter Glenville   (fora de concurs)
- Das Haus in Montevideo de Helmut Kautner
- Dva voskressénia de Vladímir Schrödel
- El octavo infierno de René Mugica
- Ich dzień powszedni d'Aleksander Scibor-Rylski
- Il maestro di Vigevano d'Elio Petri
- Judex de Georges Franju
- Kizudarake no sanga de Satsuo Yamamoto
- La boda de Lucas Demare
- La corruzione de Mauro Bolognini
- La tía Tula de Miguel Picazo
- Les aventures de Salavin de Pierre Granier-Deferre
- Limonádový Joe aneb Konská opera d'Oldřich Lipský
- Seance on a Wet Afternoon de Bryan Forbes
- La nit de la iguana de John Huston
- Tom Jones de Tony Richardson  (fora de concurs)
- Woman of Straw de Basil Dearden

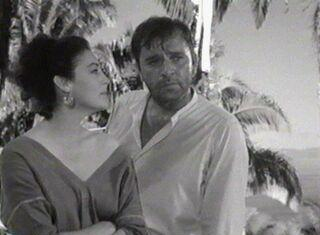
Ava Gardner a La nit de la iguana

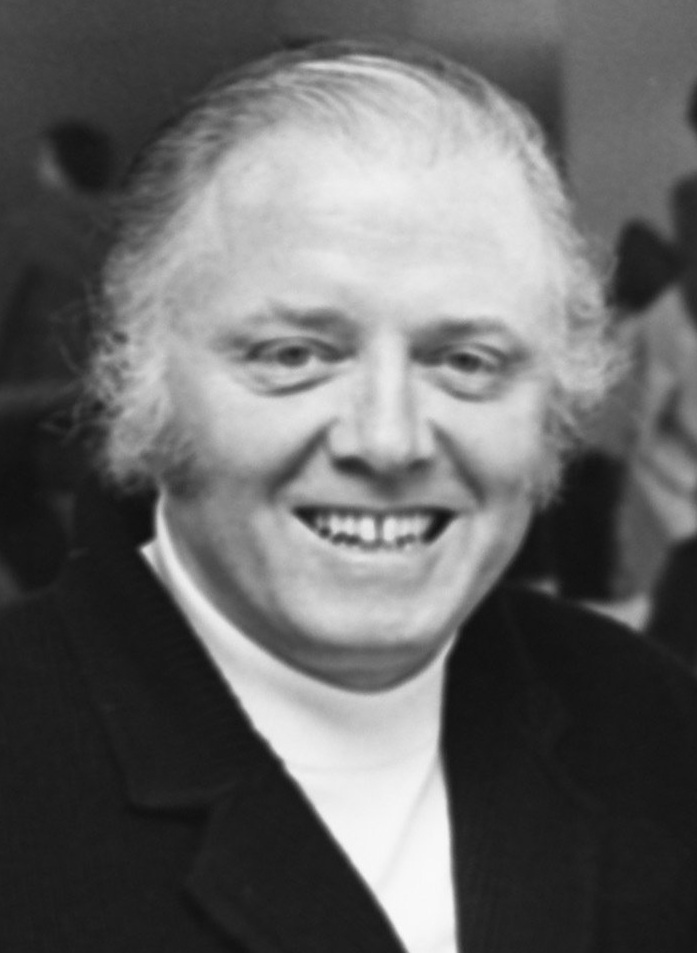
Richard Attenborough

## Palmarès
Els premis atorgats en aquesta edició foren:
- Conquilla d'Or a la millor pel·lícula Amèrica, Amèrica, d'Elia Kazan
- Conquilla de plata: Limonádový Joe aneb Konská opera d'Oldřich Lipský
- Conquilla de Plata al millor director: Miguel Picazo, per La tía Tula
- Premi Sant Sebastià d'interpretació femenina: Ava Gardner, per La nit de la iguana, de John Huston
- Premi Sant Sebastià d'interpretació masculina: ex aequo Richard Attenborough, per Seance on a Wet Afternoon, de Bryan Forbes  i Maurice Biraud, per Les aventures de Salavin, de Pierre Granier-Deferre
- Conquilla d'Or (curtmetratge): Spatne namalovaná slepice de Jiří Brdečka . Menció especial per Eve sans trêve de Philippe Avron
- Premi Perla del Cantàbric al millor llargmetratge de parla hispana: La tía Tula, de Miguel Picazo
- Premi Perla del Cantàbric al millor curtmetratge de parla hispana: Ramón Gómez de la Serna, d'Osías Wilenski